# Рацка

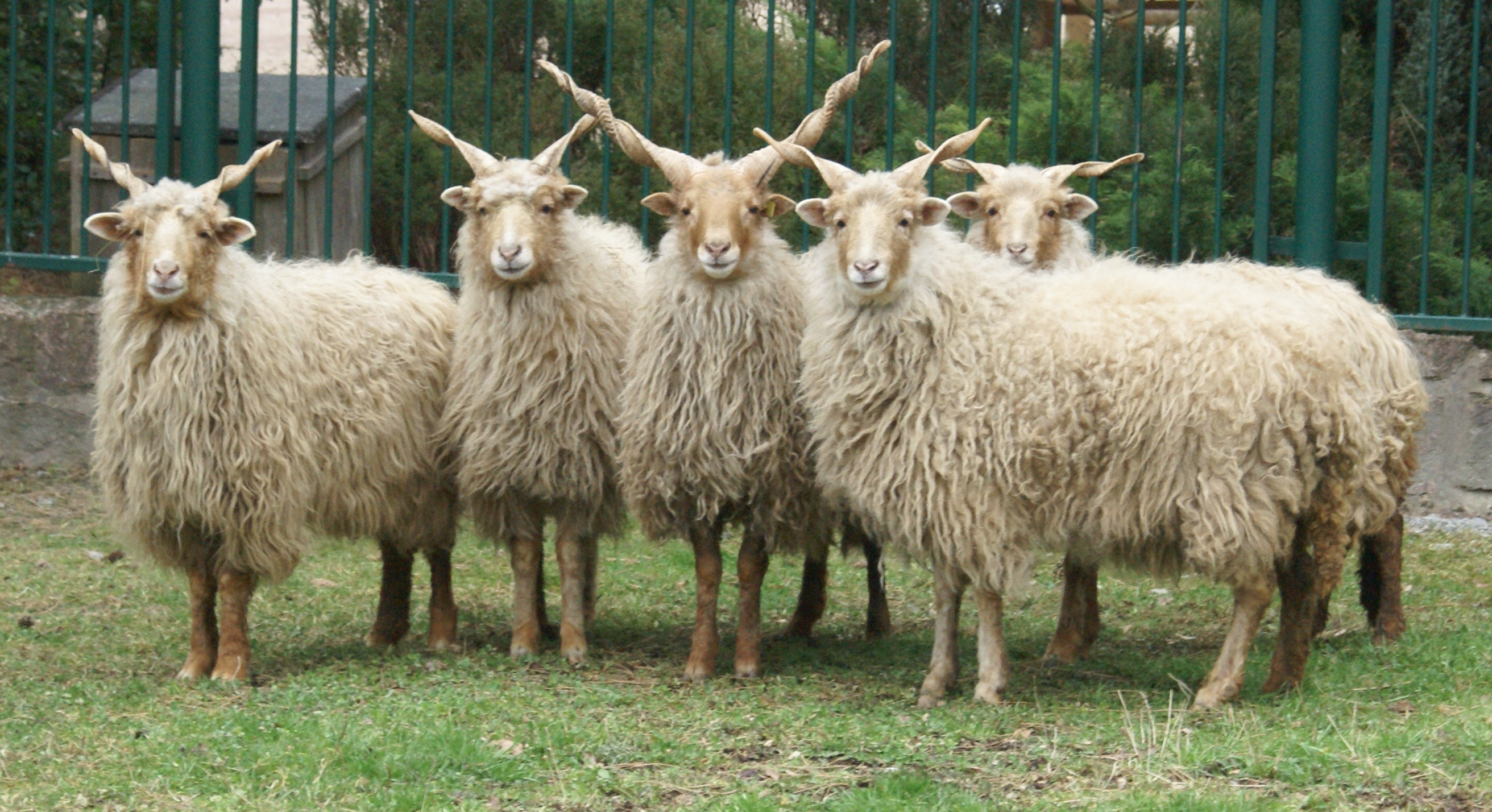
Стадо овец Рацка

Рацка — порода овец, известная своими необычными спиралевидными рогами, напоминающими рога винторогого козла. Они не похожи на рога любых других домашних овец и могут вырастать до 2,0 футов (0,61 м) длиной. Наименьшая нормальная длина — 20 дюймов (51 см) для баранов и 12-15 дюймов (30-38 см) для овец.
Появившаяся в Венгрии, Рацка существует по крайней мере с 1800 года, когда была установлена первая регистрационная запись. Эта выносливая, многоцелевая порода использовалась для получения молока, шерсти и мяса. Их шерсть длинная и грубая и бывает главным образом двух видов: кремового цвета со светло-коричневым окрасом морд и ног и чёрная вариация. Овцы весят около 88 фунтов (40 кг), а бараны 132 фунтов (60 кг).
Уникальный внешний вид этой породы и спокойный характер делают это животное желанным для тех, кто увлекается животноводством.